# Retrato de hombre con la medalla de Cosme el Viejo
Retrato de hombre con la medalla de Cosme el Viejo (en italiano Ritratto d'uomo con medaglia di Cosimo il Vecchio) es un cuadro del pintor renacentista italiano Sandro Botticelli, realizado alrededor de 1475. Es una pintura al temple sobre madera que mide 57,5 cm de alto y 44 cm de ancho. Se conserva en la Galería de los Uffizi de Florencia.
Por el tiempo en que Botticelli acabó este retrato, la inspiración de Pollaiolo se había hecho más precisa, y a través de la vibración de la línea, expresa una tensa inquietud de espíritu.
El cuadro de este joven sin identificar es uno de los retratos más inusuales del Primer Renacimiento. El hombre está mirando al observador mientras sostiene una medalla con el perfil de la cabeza de Cosme de Médici, que murió en 1464. Botticelli introdujo la medalla en la pintura como un molde de yeso dorado.
Se trata de una obra que deja sentir la influencia de la escuela flamenca, en particular por lo que se refiere al paisaje que se ve en el fondo. Es un retrato de medio cuerpo en frente de un paisaje iluminado con un río a la manera flamenca, y la cabeza del hombre se proyecta por encima del horizonte. La luz, que cae sobre el sujeto desde la izquierda, claramente moldea sus llamativos rasgos, y hay sombras aún más fuertes en el lado de su cara cercano al observador. El pobre dibujo de sus manos evidencia aún más la naturaleza experimental de este retrato. Es uno de los primeros retratos italianos que hace de las manos una parte del tema retratado.
La medalla conmemorativa de Cosme data de alrededor de 1465-1470, después de que le fuera otorgado el título de Pater Patriae en 1465. Ha suscitado toda una serie de teorías sobre la identidad del hombre aquí representado. Hasta ahora no hay ninguna respuesta definitiva a la cuestión. La pintura formaba parte de la colección del cardenal Carlos de Médici. Se indicó que podía tratarse de un pariente de Cosme, como su hijo Pedro, pero dada la edad del modelo, la crítica ha excluido que se trate de un miembro de la familia. Quizá fuera un partidario de los Médici. O el hombre que creó la medalla, dada la forma en que se destaca el objeto que sostiene entre las manos; podría ser entonces Antonio Botticelli, hermano de Sandro que trabajó como orfebre y en 1475 como medallista para los Médici, si bien no encaja la edad del modelo con la que resultaría para Antonio de los registros florentinos. Otros eruditos sugieren incluso que es un Autorretrato de Sandro Botticelli, dado que es bastante parecido al autorretrato presente en el Nacimiento de Cristo en Santa María Novella. 